# Killarney
Killarney (irl. Cill Áirne) – miasto w południowo-zachodniej Irlandii (prowincja Munster), drugi co do wielkości ośrodek miejski hrabstwa Kerry. Według danych z roku 2011 miasto liczyło 14 219 mieszkańców.
Samo Killarney założone zostało dopiero w roku 1754, choć znajdują się w jego obrębie budowle znacznie starsze, jak choćby pochodzący z końca XV wieku zamek Ross, czy XIII-wieczne ruiny kościoła na Aghadoe. Jest znanym ośrodkiem turystycznym – ze względu na dużą atrakcyjność krajobrazową i liczne zabytki w okolicy jezior Killarney: zamek Ross, opactwo Muckross, posiadłość Muckross wraz z wodospadem Torc. Znajduje się tutaj również Narodowe Muzeum Transportu. Killarney posiada dobrze rozbudowaną bazę hotelową i usługową, co czyni je turystycznym centrum całego regionu Munster oraz dogodną bazą wypadową w pobliskie góry Macgillycuddy’s Reeks, na półwysep Dingle, wyspy Skellig czy Pętlę Kerry.
W pobliżu miasta znajduje się port lotniczy Kerry.

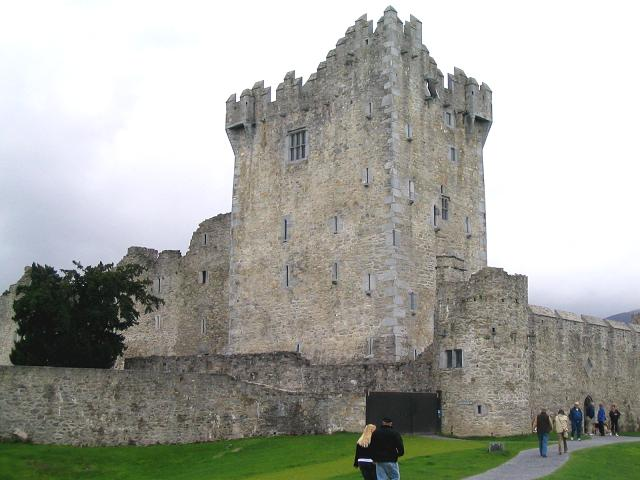
Zamek Ross (Ross Castle)

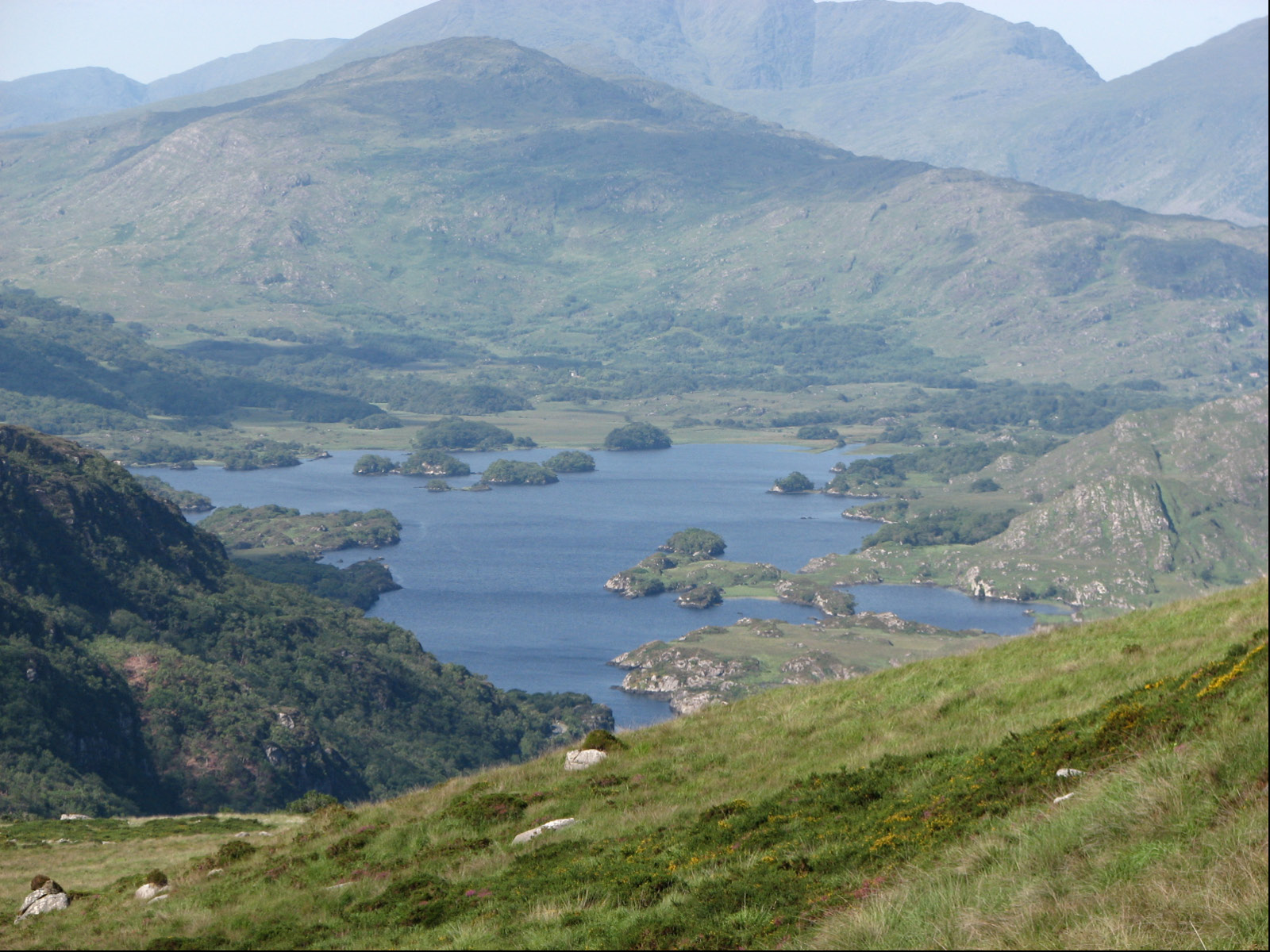
Widok na jeziora Killarney z pobliskiego szczytu Torc

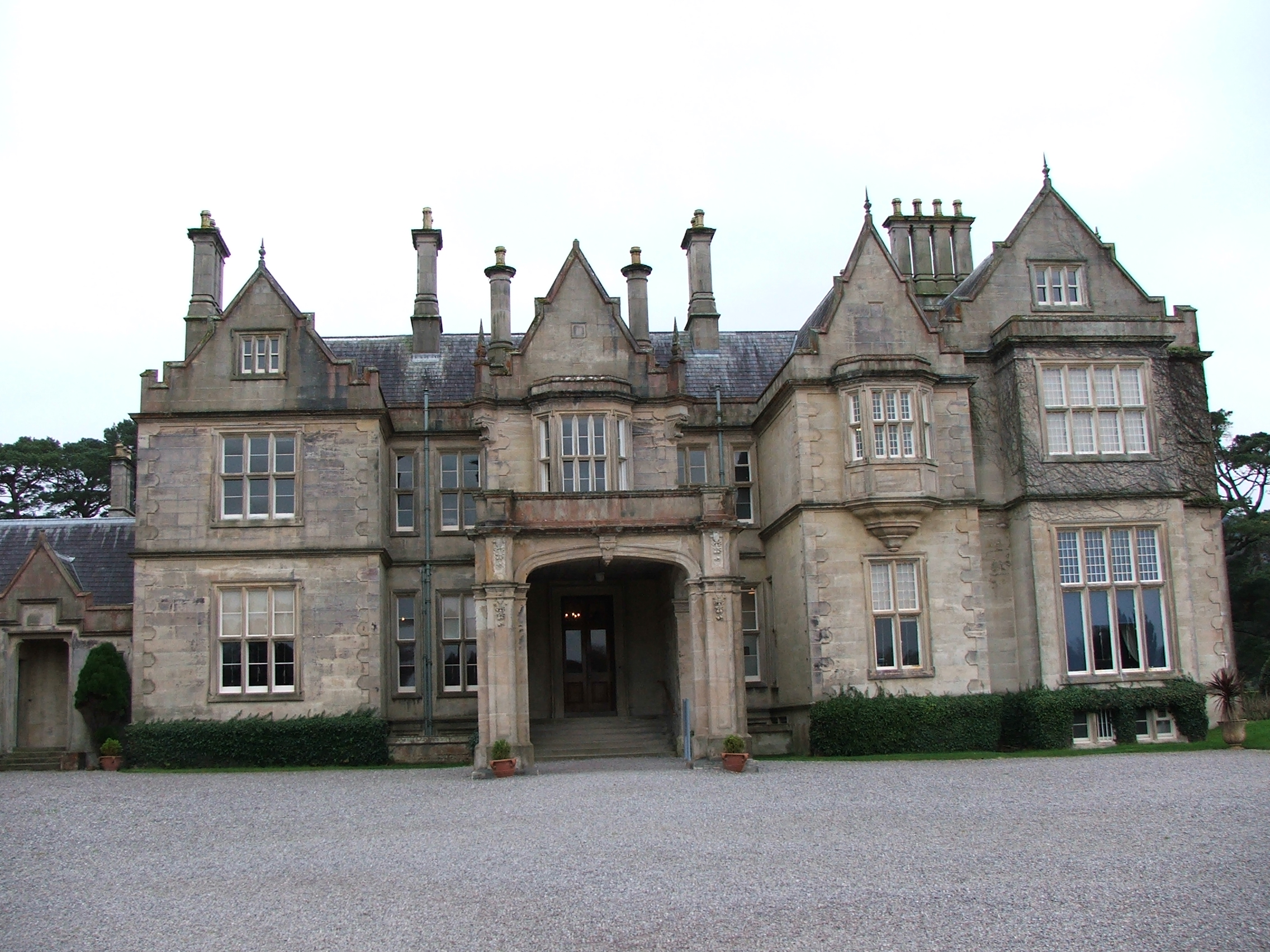
Muckross House

## Miasta partnerskie
- Staffanstorp
- Saint Avertin
- Concord
- Springfield
- Cooper City
- Myrtle Beach
- Pleinfeld
- Kendal
- Castiglione di Sicilia

## Osoby związane z Killarney
- Jessie Buckley – irlandzka aktorka, grająca m.in. w serialu Czarnobyl, urodziła się w Killarney[2].